# Prowincja Wschodnia (Sri Lanka)
Prowincja Wschodnia (syng. නැගෙනහිර පළාත Næ̆gĕnahira Paḷāta; tamil. கிழக்கு மாகாணம், Kil̮akku Mākāṇam) – prowincja we wschodniej części Sri Lanki. Jedna z dziewięciu prowincji kraju. Stolicą jest miasto Trikunamalaja, zamieszkane przez 99 135 mieszkańców (2011). Tereny nadmorskie bardzo poważnie ucierpiały podczas trzęsienia ziemi w 2004 roku.

## Geografia

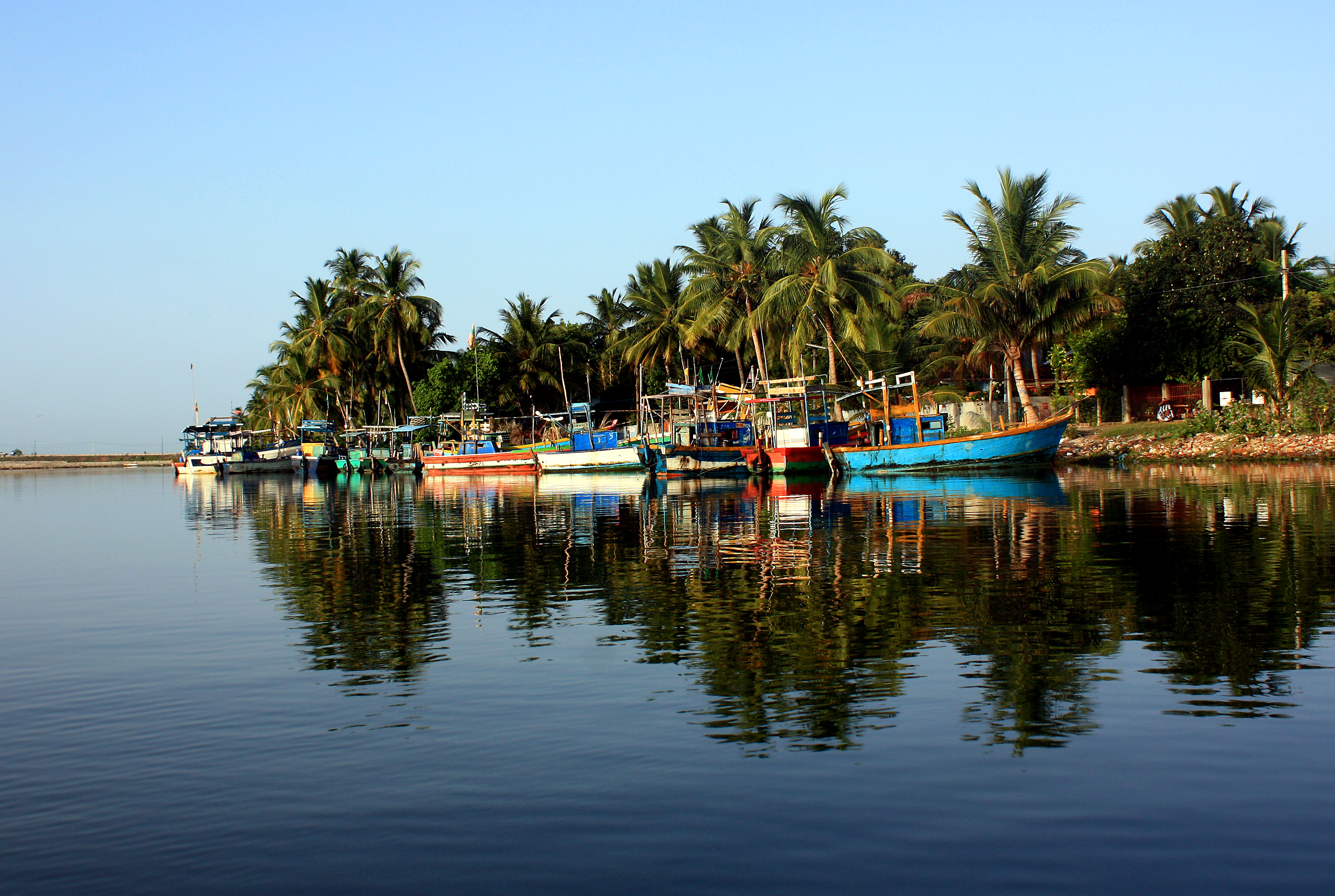
Laguna Batticaloa

Powierzchnia Prowincji Wschodniej wynosi 9 996 km². Występują tu liczne laguny. Ten ciekawy przyrodniczo teren jest siedzibą kilku parków narodowych: „Pigeon Island”, „Lahugala Kitulana”, „Gal Oya” i „Kumana”.

## Administracja
Administracyjnie prowincja dzieli się na trzy dystrykty: Trikunamalaja, Madakalapuwa i Ampara. Gubernatorem prowincji jest Mohan Wijewickrama.

## Ludność
W 2011 roku populacja Prowincji Wschodniej wynosiła 1 551 381  osób. Skład etniczny mieszkańców był zróżnicowany: 39,79% stanowili Tamilowie indyjscy, 36,72% Maurowie lankijscy i Malajowie lankijscy, 23,15% stanowili Syngalezi, a inne grupy np. Weddowie 0,34%.
Największą grupą religijną są wyznawcy islamu – 37,12%; potem hinduizmu – 34,78% i buddyzmu – 22,87%. Chrześcijanie stanowią 5,21% populacji.
Prowincja z racji swojej różnorodności etnicznej została bardzo mocno doświadczona podczas wojny domowej, która spowodowała duże zmiany ludnościowe i religijne.